# Piotr Roman
Piotr Roman (ur. 5 października 1962 w Bolesławcu) – polski samorządowiec, od 2002 prezydent Bolesławca.

## Życiorys
Ukończył studia politologiczne na Uniwersytecie Wrocławskim. W wyborach samorządowych w 1990 uzyskał mandat radnego Rady Miejskiej w Bolesławcu, a w wyborach w 1994 reelekcję. W latach 1990–1998 był przedstawicielem miasta w Sejmiku Samorządowym Województwa Jeleniogórskiego (w okresie 1994–1998 pełnił obowiązki przewodniczącego prezydium tego sejmiku). W wyborach samorządowych w 1998 bez powodzenia ubiegał się o mandat radnego sejmiku dolnośląskiego z listy Akcji Wyborczej Solidarność. Po utworzeniu powiatu bolesławieckiego w wyniku reformy administracyjnej w 1999 objął funkcję jego starosty, którą sprawował do 2002. W wyborach parlamentarnych w 2001 bezskutecznie kandydował do Sejmu. W bezpośrednich wyborach samorządowych w 2002 został wybrany na prezydenta Bolesławca, następnie uzyskiwał reelekcję na to stanowisko w wyborach w 2006, 2010, 2014, 2018 i 2024. W wyborach w 2019 ubiegał się bezskutecznie o mandat senatora.
Był działaczem Stronnictwa Konserwatywno-Ludowego, Przymierza Prawicy, a następnie Prawa i Sprawiedliwości, z którego wystąpił w grudniu 2007. W 2008 związał się ze stowarzyszeniem Dolny Śląsk XXI (w styczniu 2011 przemianowanym na Obywatelski Dolny Śląsk), do 2010 dolnośląskim oddziałem Polski XXI. Objął też obowiązki prezydenta Stowarzyszenia Gmin Polskich Euroregionu Nysa. W 2014 został jednym z liderów powołanego w wyniku podziału w ODŚ ruchu Bezpartyjni Samorządowcy. W 2019 był jednym z liderów ruchu Polska Fair Play.

## Odznaczenia
- Złoty Krzyż Zasługi – 2017[9]
- Srebrny Krzyż Zasługi – 2010[10]
- Brązowy Krzyż Zasługi – 2001[11]
- Odznaka Honorowa za Zasługi dla Samorządu Terytorialnego – 2025[12]